# كاثي فاغان
كاثي فاغان (بالإنجليزية: Kathy Fagan)‏ هي كاتِبة وشاعرة أمريكية، ولدت في 24 سبتمبر 1958.